# Androniki Drakou
Androniki Drakou, född 1965, även känd som Nina Drakou, är en grekisk läkare från Komotini, Grekland som är specialiserad på ortopedisk kirurgi. Hon är för närvarande direktör för ortopedikliniken vid Laiko sjukhus i Aten.

## Utbildning
Drakou avlade examen från vid Aristotelesuniversitetet i Thessaloniki 1991. Hon har också en master från Universitetet i Sheffield (2008) och en doktorsexamen i datorassisterad knäartroplastik från University of Glasgow (2011).

## Utmärkelser
Nina Drakou är känd i Grekland för banbrytande komplexa operationer inom ortopedisk kirurgi. År 2018 ledde hon ett team av ortopedkirurger som använde ett externt elektromagnetiskt fält på en ung patient med akondroplasi. Operationen ägde rum vid Laiko sjukhus och den var den första i sitt slag som utfördes på ett grekiskt offentligt sjukhus. Vid samma sjukhus utförde hon 2020 den första operationen med hjälp av datorstödd simulering och friformsframställning för att rekonstruera ett deformerat lårben hos en patient med en sällsynt bensjukdom. Operationen genomfördes av ett team av forskare, ingenjörer och ortopedkirurger från Balgristuniversitetet i Zürich, samt ett ortopediskt team från Laiko sjukhus under ledning av Drakou.
Androniki Drakous har presenterat sitt arbete vid ett antal medicinska seminarier och konferenser.